# II Simfonija (Sibelijus)
Simfonija broj 2. D - Dur, opus 43. Žan Sibelijus

## Opšte karakteristike
Druga Simfonija, najveća je Sibelijusova Simfonija, po dužini trajanja i orkestarskom aparatu. Orkestar je najbrojniji i najsnažniji u Sibelijusovom simfonijskom stvaralaštvu, a Simfonija ukupno traje 48 minuta. Koncipirana je u četiri stava, stavovi su grupisani u dve grupe po dva, još uvek u klasičnoj formalnoj strukturi i kroz njih se muzika postepeno kuva. Od prvobitnog jezgra u prvom stavu, preko dramatičnih proloma u drugom, sve do zvučno raskošnog i sjajnog završetka u četvrtom stavu. Klasična strukutura se postepeno izokreće. Simfonija je dovršena 1901. a premijerno izvedena u Helsinkiju početkom sledeće, 1902. godine.

## Analiza dela
- Prvi stav je ’’Allegretto’’. Početak je sav tajanstven, muzika izrasta iz prvobitnog jezgra. Ovo se jezgro konačno oblikuje u muzički materijal pritajene, ali izrazite dramatske snage. Preko violina, ulazi se u tematski odsek, koji nakon donošenja tema nabujava u žustar i snažan razvoni deo, nabijen fanfarama duvača i udarima timpana. Nakon jednog smirivanja ulazi se u reprizu koja u kratkom dahu izlaže osnovni tematski materijal i onda, posle jednog snažnog proloma, okončava stav u setnom zamiranju.

- Drugi stav je ’’Tempo andante ma rubato’’ i direktno se nadovezuje. Počinje karakterističnim skokovima u orkestru i picikatima basova i pretače se u snažan srednji deo, ispunjen muzički vrlo izražajnim i dubokim prolomima i silovitom kulminacijom. Nakon nje, sledi završnica stava: to je jedna elegična pesma u gudačima koja postupno nabujava i prerasta u novu provalu, da bi se umirila i pretvorila u kodu praćenu ponovnom i konačnom, silovitom provalom snage.

- Treći stav je ’’Vivacissimo’’, po svom karakteru jedan skerco. Sav je u mističnoj igri demona i vilenjaka u kojoj mahnitaju violine nasuprot skokovima u duvačima i udarima u timpanima. Posle jednog proloma preuzetog iz centralnog ’’trija’’, jednim ’’Lento’’ je označen prelaz u finalni stav, ’’Allegro moderato’’. Sav je nabijen sjajem truba i limenih duvača koji prate trileri u udaraljkama. Ova scena se umiruje i prelazi u prvi nastup finala. No, pre njega, silovita provala snage, kao kakva odlučujuća borba, još jednom se ponavlja, zatim stišava i prelazi u pobedonosni finale. To je jedna trijumfalna pesma, veličanstven vrhunac celog orkestra, posebno potcrtana sjajem limenih duvača i tremolima u udaraljkama.

## Izvođači
Simfonijski Orkestar Moskovske Radio Televizije, dirigent: Genadij Roždestvenski
Berlinski Simfonijski Orkestar, dirigent: Kurt Sanderling
Bečka Filharmonija, dirigent: Leonard Bernštajn.